# Again (Oneohtrix Point Never)
Again è un album in studio del musicista statunitense Oneohtrix Point Never, pubblicato nel 2023.

## Tracce
Testi e musiche di Daniel Lopatin, eccetto dove indicato.
1. Elseware – 1:56
2. Again – 4:45
3. World Outside – 3:48
4. Krumville – 4:43 – Lopatin, Nathan Salon
5. Locrian Midwest – 4:29
6. Plastic Antique – 4:30
7. Gray Subviolet – 2:46
8. The Body Trail – 4:33
9. Nightmare Paint – 4:19
10. Memories of Music – 6:04
11. On an Axis – 3:47 – Lopatin, Salon
12. Ubiquity Road – 4:59
13. A Barely Lit Path – 6:15